# كأس الأرجنتين 2015–16
كأس الأرجنتين 2015–16 (بالإسبانية: Copa Argentina 2015-16)‏ هو الموسم 7 من كأس الأرجنتين. أقيم خلال الفترة 29 يناير 2016 وحتى 15 ديسمبر 2016، وأشرف على تنظيمه اتحاد الأرجنتين لكرة القدم، وكان عدد الأندية المشاركة فيه 75، وفاز فيه نادي أتلتيكو ريفر بليت.